# Claude B. Levenson
Pour les articles homonymes, voir Levenson.
Compléments
Épouse de Jean-Claude Buhrer
Claude B. Levenson, née le 2 août 1938 à Paris 14e et morte le 13 décembre 2010 à Lausanne,,,,, est une tibétologue,, écrivain, traductrice, et journaliste au Monde française. Elle est considérée comme une spécialiste du Tibet et de la Birmanie.

## Biographie
Née à Paris, elle est la fille d'un père d'origine juive, arrêté en décembre 1941 par la police française, amené au camp de Drancy et déporté  à Auschwitz où il est assassiné le 20 avril 1942 par les nazis. Sa mère est une résistante communiste, dans les rangs des FTP. Elle passe une partie de son enfance cachée dans le village de Lucenay-lès-Aix jusqu'à la fin de la Seconde Guerre mondiale. Elle suit une scolarité à l'école publique aux lycées Fénelon et Victor-Duruy à Paris. Puis, elle rejoint au milieu des années 1950 l'université d'État Lomonossov de Moscou et y étudie le russe, le sanskrit et des langues orientales, comme l'hindi et le persan, la linguistique, la philosophie, l'Inde et ses religions,. C'est lors de son séjour à Moscou qu'elle découvre la culture tibétaine avec des Bouriates et des Kalmouks.
Elle rencontre en 1981 à Paris pour la première fois le dalaï-lama, dont elle devient la traductrice et se dit avant tout au service de la cause tibétaine. Pour la sinologue Marie Holzman : « Elle était tombée en passion pour cet homme et cette région. Elle était très consciente des risques de mort de la culture tibétaine à cause des agissements des autorités chinoises. ». Claude B. Levenson fait partie du Comité des 100 pour le Tibet.
Selon Jean-Paul Ribes, au début des années 1980, elle rencontre les Tibétains et publie en 1985 Le Chemin de Lhassa, faisant suite à son premier voyage au Tibet en 1984 et alertant sur les souffrances de ce peuple. En 1987, elle publie en anglais et en français Le Seigneur du Lotus blanc, une biographie du 14e dalaï lama écrite après des entretiens avec lui. Depuis, elle n’a cessé de s'exprimer pour « défendre les droits des habitants du Pays des Neiges, où elle s'est rendue à plusieurs reprises ».
Le 21 avril 1989, elle participe à l'émission Apostrophes consacrée aux droits de l'homme, en présence du dalaï-lama et de Robert Badinter.
Elle voyage en tant qu'interprète en Asie (Inde et Asie du Sud-Est) et en Amérique latine, puis comme journaliste (Népal, Cambodge, Inde, Birmanie, Thaïlande, Indonésie). En 1984, elle visite pour la première fois le Tibet où elle se rendra à de nombreuses reprises jusqu'en 2005, date à laquelle sa demande de visa de tourisme est refusée, probablement en raison de ses activités.
Elle collabore au journal Le Monde, à L'Obs, à Politique internationale et parfois à GEO, Grands Reportages, la Tribune de Genève, Trek Magazine et la Radio suisse internationale.
Dans son livre, Tibet : la question qui dérange, Claude Levenson analyse ce qu'elle appelle la « machine de propagande » mise en place par Pékin.[réf. nécessaire]
En 2009, lors du Festival culturel du Tibet et des peuples de l'Himalaya, elle donna une conférence intitulée « Français et Tibétains, une vision du monde et des valeurs communes » et est décrite comme une militante du Tibet de longue date.
Elle est mariée avec Jean-Claude Buhrer, ancien correspondant du Monde en Suisse.
En 2014, ses archives entrent à la Cinémathèque suisse et à la Bibliothèque cantonale et universitaire de Lausanne.

## Accueil critique
Pour Yann Quero le livre Tibet. La question qui dérange présente l'avantage d'une « synthèse globale de la question ». Pour le journaliste Arnaud Vaulerin, c'est « un de ses livres les plus clairvoyants ».

## Hommage
En 2011, le Théâtre du Soleil accueille un hommage à Claude Levenson avec le spectacle Je suis le cœur d’un peuple, présentant notamment des lectures de poèmes en tibétain, français et chinois.

### Ouvrages
- Le Guatemala et ses populations, avec Jean-Claude Buhrer, 1980, Complexe,  (ISBN 2870270453)
- Le Chemin de Lhassa, Éditions Lieu commun, 1985,  (ISBN 2867050421)
- Le Seigneur du Lotus blanc, Éditions Lieu commun, Livre de poche, 1987,  (ISBN 2867050871)
- Ainsi parle le Dalaï-Lama, Éditions Lieu commun, Livre de poche, Balland, 1991  (ISBN 2715814674) Albin Michel, 2016,  (ISBN 9782226316172)
- D'Asie et d'ailleurs, avec Jean-Claude Buhrer, Balland, 1991,  (ISBN 2715808941)
- La Montagne des trois temps, Calmann-Lévy, 1995,  (ISBN 2702124100)
- La Chine envahit le Tibet : 1949-1959, Complexe, 1995,  (ISBN 2870275803)
- Symboles du bouddhisme tibétain, avec Laziz Hamani, Éditions Assouline, 1996, 1999,  (ISBN 2843231450)
- Kailash, Joyau des Neiges, Carnet de voyage au Tibet, Éditions Olizane, 1996,  (ISBN 2880861608)
- La Messagère du Tibet (roman), Philippe Picquier, 1997, Poche, 2001,  (ISBN 2877303187)
- Le Dalaï-Lama : Naissance d'un destin, Autrement, 1998,  (ISBN 2862607797)
- Le Dalaï-Lama, Ed. Grand Caractère, 1999
- Tibet : un peuple en sursis, avec des photos de Pierre-Yves Ginet, Actes Sud, 2000,  (ISBN 2742728392)
- Tibet, otage de la Chine, Philippe Picquier, 2002, Poche, 2005,  (ISBN 2877305961)
- Aung San Suu Kyi, demain la Birmanie, avec Jean-Claude Buhrer, Philippe Picquier, 2003,  (ISBN 2877303748)
- L'ONU Contre Les Droits De L'homme, avec Jean-Claude Buhrer, Mille et une nuits, 2003,  (ISBN 2842057511)
- Sérgio Vieira de Mello - Un espoir foudroyé, avec Jean-Claude Buhrer, Mille et Une Nuits, 2004,  (ISBN 2842058267)
- L'An prochain à Lhassa, Philippe Picquier, 2006,  (ISBN 2877308308)
- Tibet, d'oubli et de mémoire, avec Gianni Baldizzone et Tiziana Baldizzone, préface du Dalaï-Lama, Phébus, 2007,  (ISBN 2752902271)
- Le Bouddhisme, PUF, Que sais-je ?, 2007,  (ISBN 978-2-13-056323-5)
- Le Tibet, PUF, Que sais-je ?, 2008,  (ISBN 978-2-13-056543-7)
- Birmanie : des moines contre la dictature, avec Jean-Claude Buhrer, Mille et une nuits, 2008,  (ISBN 9782755500554)
- Tibet : la question qui dérange, Albin Michel, 2008,  (ISBN 2226180753)
- Win Tin Une vie de dissident, avec Sophie Malibeaux, Michel Lafon, 2009,  (ISBN 2749911915)
- Tibet, Tibétains, un peuple, un regard, avec Jean-Claude Buhrer, Glénat, 2010,  (ISBN 2723475093)

### Traductions
Claude B. Levenson a traduit plusieurs ouvrages depuis le roumain, l'anglais, le russe et le polonais.
- Dalaï-lama, Communauté globale et nécessité de la responsabilité universelle, 1992, Éditions Olizane, Reproduit sur buddhaline
- Dalaï-lama, La voie de la liberté, Calmann-Lévy, 1995,  (ISBN 2702124658)
- Dalaï-lama, Clarté de l'esprit, lumière du cœur, Calmann-Lévy, 1995,  (ISBN 2702125190)
- Dalaï-lama, Jeremy Hayward et Francisco Varela, Passerelles, entretiens avec des scientifiques sur la nature de l'esprit, Albin Michel 1995, Poche Albin Michel 2000,  (ISBN 2226115102) (livre des Actes du colloque Mind and Life I (1987))
- Dalaï-lama, Francisco Varela, Dormir, rêver, mourir : explorer la conscience avec le Dalaï-Lama, Nil éditions, 1998,  (ISBN 2841110990)
- Claude Arpi, Tibet, le pays sacrifié, Calmann-Lévy, 1999,  (ISBN 2702131328)
- Dalaï-lama, L'harmonie intérieure, 2004, J'ai lu,  (ISBN 2290343706)
- Amaury de Riencourt, L'âme de l'Inde, 1985, L'Âge d'Homme,  (ISBN 2260004253 et 9782260004257)
- L'invasion, l'exil – contre l'oubli, pour mémoire , traduction en français d’un poème de Tsering Woeser
- Mateiu Caragiale, Les Seigneurs du Vieux-Castel, précédé de Remember, 1969, L'Âge d'Homme
- Evgueni Zamiatine : Le Fléau de Dieu'x Traduit du russe par Claude Levenson, éd. Éditeur: Phébus; 2021),  (ISBN 2882506031).

### Articles
- Le Tibet, métaphore de notre liberté, Libération, 15 avril 2009